# Thagria marilynae
Thagria marilynae är en insektsart som beskrevs av Nielson 1977. Thagria marilynae ingår i släktet Thagria och familjen dvärgstritar. Inga underarter finns listade i Catalogue of Life.